# 적색당 (노르웨이)
적색당(보크몰: Rødt, 뉘노르스크: Raudt, 북부 사미어: Ruoksat)은 노르웨이의 극좌 정당이다. 2007년 3월, 노동자 공산당과 적색 선거 연합이 통합되어 창당하였다. 현재 당수는 비외르나르 목스네스이다. 노르웨이의 탈 자본주의화와 공산주의화를 추구한다. 노르웨이가 석유를 통해 얻은 이익은 노르웨이의 빈곤계층 뿐만이 아닌 아프리카와 동유럽 개발도상국에 분배하고 이민을 자율화해야한다고 주장하기도 한다. 유명 작가인 박노자가 이 당의 당원이다.